# ISO 639
ISO 639 je jedním z mezinárodních standardů, který udává seznam kódů pro názvy jazyků.
Standard ISO 639 se skládá z různě podrobných částí. Na některých částech se ještě pracuje.
Vydané části:
- ISO 639-1: 2002 Kódy pro názvy jazyků – Část 1: dvoupísmenný kód (136 jazyků)
- ISO 639-2: 1998 Kódy pro názvy jazyků – Část 2: třípísmenný kód (464 kódů pro jazyky a skupiny jazyků)
- ISO 639-3: 2007 Kódy pro názvy jazyků – Část 3: třípísmenný kód pro vyčerpávající pokrytí jazyků (7589 jazyků)
- ISO 639-4: 2010-07-16 Kódy pro názvy jazyků – Část 4: realizační návody a obecné principy kódování jazyků
- ISO 639-5: 2008-05-15 Kódy pro názvy jazyků – Část 5: třípísmenné kódy pro jazykové rodiny a skupiny
- ISO 639-6: 2009-11-17 Kódy pro názvy jazyků – Část 6: čtyřpísmenné kódy pro vyčerpávající pokrytí jazykových variant

ISO 639-3 je nadmnožinou (co do výčtu jazyků, kódy stejné nejsou) ISO 639-1, není však nadmnožinou ISO 639-2. ISO 639-2 totiž obsahuje i kódy pro skupiny jazyků, které v ISO 639-3 nejsou. ISO 639-2 také pro některé jazyky nabízí dva kódy, jeden (B) vycházející z anglického názvu jazyka a druhý (T) vycházející z názvu jazyka v něm samém. Pro jazyky, které mají v ISO 639-2 tyto dva kódy různé, přebírá ISO 639-3 kód T.